# Espejo rico del claro corazón
Espejo rico del claro corazón, cuyo título completo es Libro chino intitulado Beng Sim Po Cam que quiere decir Espejo rico del claro corazón, o Riquezas y espejo con que se enriquezca, y donde se mire el claro y limpio corazón, es una de las primeras obras chinas traducida a un idioma occidental, habiendo sido traducida al español por Juan Cobo (perteneciente a la orden religiosa de los Dominicos) circa 1592, durante su estancia en Filipinas. En 1595, los Dominicos presentaron su traducción, junto a una copia del original chino, a Felipe III de España, por entonces príncipe de la corona. El manuscrito de Juan Cobo es bilingüe, contiene comentarios en los márgenes, y una carta introductoria obra de Miguel de Benavides y Añoza.
La obra traduce un libro de lectura popular en la China de la época, el Mingxin baojian, (en chino tradicional, 明心寶鑑; en chino simplificado, 明心宝鉴; pinyin, Míngxīn bǎojiàn; pe̍h-ōe-jī, Bêng-sim Pó-kàm). Se trata de una colección de fragmentos de textos compilada en libro probablemente entre finales de la dinastía  Ming y principios de la dinastía Qing, de género exhortatorio y que cita desde edictos de emperadores, pasando por los principales exponentes del confucianismo, el  daoísmo, hasta los grandes sutras budistas y obras de la dinastía Yuan. La traducción fue realizada a partir de la edición china atribuida en el texto a Fan Liben. Una segunda traducción al español del Mingxin Baojian, independiente de la de Juan Cobo, fue realizada por Michele Ruggieri en 1593, a la que seguiría una tercera traducción obra de Domingo Fernández de Navarrete en 1676.
El texto de Juan Cobo ha sido reeditado con posterioridad en numerosas ocasiones, las más recientes en 1924, 1959, 1998, 2005 y 2023, entre otras.